# ATP Estoril Open 2023
Estoril Open 2023 — тенісний турнір, що проходив на ґрунтових кортах у місті Кашкайш, Португалія з 3 до 9 квітня. Належав до категорії ATP 250.

## Фінальна частина

### Одиночний розряд
Каспер Рууд —  Міомір Кецмановіч 6–2, 7–6(7–3)

### Парний розряд
Сандер Жіє /  Йоран Вліґен —  Нікола Чачиц /  Міомір Кецмановіч 6–3, 6–4